# Joseph H. Beeman
Joseph Henry Beeman (* 17. November 1833 bei Gatesville, Gates County, North Carolina; † 31. Juli 1909 bei Lena, Mississippi) war ein US-amerikanischer Politiker. Zwischen 1891 und 1893 vertrat er den vierten Wahlbezirk des Bundesstaates Mississippi im US-Repräsentantenhaus.

## Leben
Im Jahr 1847 kam Joseph Beeman mit seinen Eltern in das Morgan County in Alabama. Zwei Jahre später zog die Familie nach Mississippi weiter. Der junge Joseph erhielt eine akademische Ausbildung und wurde danach für einige Jahre Lehrer. Außerdem war er im Handel tätig. Während des Bürgerkrieges war er Leutnant in der Armee der Konföderierten Staaten. Zwischen 1883 und 1891 war Beeman Abgeordneter im Repräsentantenhaus von Mississippi. Damals stand er politisch der Farmers’ Alliance nahe, deren Vorstand er in Mississippi angehörte. Er war auch Delegierter bei mehreren lokalen Versammlungen dieser politischen Bewegung. Später wurde Beeman dann Mitglied der Demokratischen Partei.
Bei den Kongresswahlen des Jahres 1890 wurde Beeman in das US-Repräsentantenhaus in Washington gewählt, wo er am 4. März 1891 die Nachfolge von Chapman L. Anderson antrat. Da er im Jahr 1892 auf eine erneute Kandidatur verzichtete, konnte er nur eine Legislaturperiode im Kongress absolvieren. Nach dem Ende seiner Zeit im Repräsentantenhaus zog sich Beeman aus der Politik zurück und widmete sich wieder seinen privaten Geschäften, zu denen inzwischen auch die Landwirtschaft gehörte. Er starb im Juli 1909.